# Италиански военен паметник (Битоля)
Италианският военен паметник в Битоля, Северна Македония е възпоменателна плоча на италианските войници, участвали на Македонския фронт срещу силите на Централните сили през Първата световна война. Между 1916 и 1918 година около 50 000 италиански войници участват в бойните действия на фронта, като от тях загиват около 8000 души.
Паметникът е открит тържествено на 29 март 2019 година и е разположен в Градския парк в центъра на града. На тържеството присъстват кметът Наташа Петровска, посланикът на Италия в Северна Македония Карло Ромео и други официални лица.
На 2 декември 2020 година паметникът е осквернен.